# Top of the Kids
Top of the Kids (conosciuto anche con l'abbreviazione di TOK) era un programma televisivo musicale in onda dall'ottobre del 2003 al 2005 su Disney Channel, presentato da Lucia Migliucci e Renato Sannio coaudiuvati nella conduzione in studio dal disegnatore Disney Claudio Sciarrone soprannominato "Pen Fly".

## Contenuti
Fin dalla prima stagione è stato sempre trasmesso lo spazio Karaoke dove veniva visualizzato in basso allo schermo il testo di un video, tradotto anche in lingua italiana.
Alla fine di ogni puntata veniva regalato ai cantanti il loro ritratto disegnato da PenFly.

## Produzione
Il nome della trasmissione è stato ri-adattato alla versione ufficiale della classifica dei singoli in voga del momento Top of the Pops.
Dalla seconda stagione sono stati affiancati ai presentatori 4 ragazzi che co-conducevano il programma: Bianca Corrò, Andrea Petrelli, Matteo Villa e Alice Giacomelli. Il gruppo è stato soprannominato "Tok Gang". I primi tre citati hanno partecipato anche a Tok Planet. Nella seconda stagione è stato introdotto il pubblico in studio.
Il programma veniva trasmesso dagli studi di Milano di Disney Channel.

## Spin-off
Esisteva anche uno spin-off del programma (in onda solo l'estate) intitolato TOK Planet dove venivano mostrate le performance degli artisti che si erano esibiti durante l'anno.